# Салцбург
Салцбург је четврти по величини град у Аустрији, смештен у средишњем делу државе. Салцбург је управно, привредно и културно средиште истоимене покрајине Салцбург, где чини засебан градски округ.
Салцбург је познат по барокном старом градском језгру, једним од најочуванијих у средњој Европи. Због тога је градско језгро Салцбурга уврштено на листу културне баштине Унеска. У сагласју је и друга посебност Салцбурга - познат је и као „град класичне музике“, највише захваљујући томе што се ту родио и одрастао Волфганг Амадеус Моцарт.
Салцбург је познат и по близини Алпа и чувених алпских зимских центара, па га зову и „Вратима Алпа“. Дубока повезаност града са римокатоличком црквомогледа се у чињеници да је град средиште Салцбуршке надбискупије, којом су  као самосталном држовом у саставу Светог римског царства управљали кнежеви-надбискупи све до почетка 19. века. Салцбург је важно ходочасничко средиште и туристичко одредиште не само у оквирима Аустрије, већ и Европе.

## Порекло назива
Реч Салцбург (немачки Salzburg) у преводу значи „град соли“ (salz+burg). Порекло овог назива везано је за средњи век, када је реком Салцах превожена со. Као вредна роба тог доба она је подлегала царини на месту данашњег града. Захваљујући томе овде се развио дворац (град), из кога се изродило данашње градско насеље.

## Природне одлике
Салцбург се налази у средишњем делу Аустрије, близу немачке границе (око 15 км). Тако је Салцбургу најближи већи град немачки Минхен на 150 км удаљености западно од града. Престоница Беч удаљен је око 300 км источно или 3 и по часа вожње.
Рељеф: Салцбург се сместио на стратешки важном месту у северном подгорју Алпа. Ту се долина реке Салцах, дотле стешњена међу Алпима, шири у велику котлину. Градско језгро се управо образовало на првим бреговима и брдима Алпа, са којих се лако могла надгледати северно разастрта равница.
Клима: Клима у граду је умерено континентална са благим утицајем планинске климе са оближњих Алпа (правац дувања ветрова, зимски снег). Просечна годишња температура је 9 °C, а просечна количина падавина је 1184 мм.
Воде: Кроз град протиче река Салцах, која овом месту излази из алпских долина у равничарско подручје северно од града.

## Историја
Подручје Салцбурга било је насељено још у време праисторије од стране Келта. У 1. век п. н. е. Римљани освајају ово подручје и оснивају град Јувавум (лат. Juvavum) на месту данашњег града. Пропашћу старог Рима насеље је пропало и запало у рушевине.
У 7. веку епископ Руперт изабрао је рушевине римског града за изградњу нове базилике и свог седишта, из којег ће вршити покрштавање германских пагана. Насеље тада добија данашње име - Салцбург. У 11. веку насеље се осигурава тврђавом на брду изнад насељеног дела. Богатство, развој и верски значај града довели до осамостаљена кнежевине-надбискупије Салцбург од Баварске у 14. веку. Град се одржао значајним и у следећим вековима.
Први значајни потрес после више векова десио се крајем 1731. године када је кнез-надбискуп Салцбурга Леополд Антон фон Фирмијан обзнанио указ о забрани протестантизма, који је током претходна два века стекао више од 20.000 верника у овом крају. Протестантима је дата могућност преобраћања у римокатоличанство или трајно напуштање града. Већина се склонила на североисток, у протестантску Пруску, или даље, у калвинистички Дебрецин, Лондон, чак и у Америку. Како се ово напуштање града и тражење новог дома десило у зимско доба, салцбуршки протестанти су доживели велико страдалништво, које је дуго остало тема у протестантским крајевима немачких земаља.
1803. француске снаге заузимају надбискупију Салцбург која бива преуређена као изборништво Салцбург и дата на управу некадашњем надвојводи Тоскане, Фердинанду III Хабзбургу. Након Наполеонове победе у бици код Аустерлица 1805. Салцбург бива припојен Аустријском царству. 1809. након аустријског пораза у бици код Ваграма, Салцбург улази у састав краљевине Баварске. Након Бечког конгреса 1815. и Минхенског споразума 1816. Салцбург постаје део Хабзбуршке монархије. 1849. Салцбург постаје средиште Хабзбуршке круновине Војводство Салцбург, која се приближно поклапала са простором некадашње кнежевине-надбискупије.
Салцбург 1918. постаје део новоосноване Републике Аустрије, која је 1938. године била прикључена Трећем рајху. Током Другог светског рата Салцбург је више пута бомбардован, али без већих последица. 1945. г. америчка војска је ушла у град. После рата поново је успостављена Република Аустрија, а град је постао средиште истоимене покрајине.

## Становништво
| 1981.   | 1991.   | 2001.   | 2011.   |
| ------- | ------- | ------- | ------- |
| 139.426 | 143.978 | 142.662 | 146.631 |

По процени из 2016. у граду је живело 152.367 становника. и по томе је то четврти по величини град у држави. Градска агломерација има 210.000 становника. Треба нагласити и то да у граду живи велики број радника и студената из разних земаља света, а свакодневно град походи и више хиљада туриста.

## Туристичке знаменитости и култура
Салцбург има очувано старо градско језгро, махом образовано у време барока. Старо језгро се сместило испод средњовековног дворца на брду и састављено је од низа тргова и уских улица. Као важно средиште римокатоличке цркве град има много цркава и капела, које су монументалне и раскошне. Град има велики број палата и паркова.
Близина Алпа, заоставштина Моцарта, околна језера чине Салцбург важним туристичких одредиштем. Због својих знаменитости, али и великих туристичких капацитета град Салцбург се пријавио за организовање Зимске олимпијске игре 2014. г.
Један од најпознатијих салцбуршких и аустријских брендова и слаткиш без кога се ни један туриста не враћа из Аустрије, свакако су чувене Моцарт кугле.

## Партнерски градови
- Ремс
- Атланта
- Верона
- Леон
- Вилњус
- Дрезден
- Кавасаки
- Мерано
- Шангај
- Сао Жоао да Мадеира
- Сингида
- Бусето
- Берн
- Лагос

## Познате личности
Рођени у Салцбургу
- Волфганг Амадеус Моцарт (1756 - 1791), један је од најзначајнијих светских композитора.
- Кристијан Доплер (1803 - 1853), аустријски математичар и физичар, најпознатији по хипотези која носи име Доплеров ефекат.
- Ото Грчки (1815 - 1867), био је немачки принц из баварске династије Вителсбах.
- Теодор Херцл (1860 - 1904), правник и публициста, постаје познат као зачетник ционизма.
- Херберт фон Карајан (1908 - 1989), био је један од најистакнутијих диригената послератног периода.

## Галерија
- Музичка академија светског гласа, Моцартеум
- Салцбург ноћу
- Моцартова родна кућа, данас његов музеј
- Стара градска кућа
- Један од градских тргова
- Улица Линцер - стари део града
- Огласи у старом делу града - угледање на прошлост
- Салцбуршка катедрала
- Моцартове кугле су један од симбола града.